# Westinghouse J34

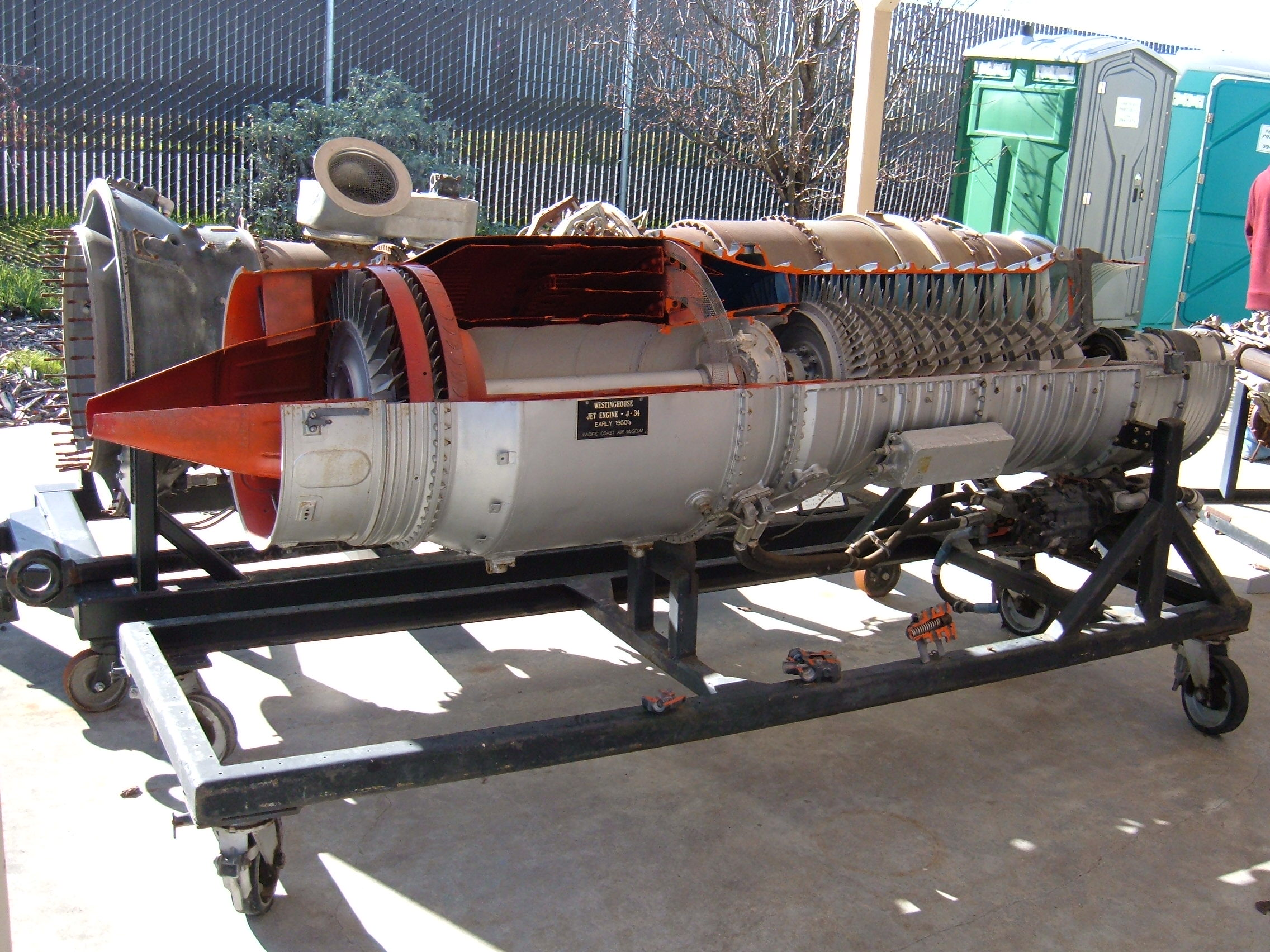
J34 im Pacific Coast Air Museum in Santa Rosa (Kalifornien) (Lufteinlauf rechts)

Das Westinghouse J34 (auch Westinghouse 24C) war ein Turbojet-Strahltriebwerk, das Ende der 1940er-Jahre entwickelt wurde.

## Geschichte
Das Westinghouse J34 ging aus dem J30 als dritte Strahltriebwerkentwicklung der Westinghouse Aviation Gas Turbine Division hervor.

## Konstruktion
Das J34 arbeitete mit einer elfstufigen Verdichtereinheit, einer zweistufigen Turbine und einer nicht verstellbaren Schubdüse. In späteren Versionen wurden die Triebwerke zusätzlich mit einem Nachbrenner ausgestattet und erreichten bis zu 4.200 lbf (18,7 kN) Schub.

## Verwendung (Auswahl)
Das J34 wurde durch den Einsatz in verschiedenen Flugzeugen bekannt und trieb auch Boote und Lastwagen an.

### Experimentalflugzeuge und Prototypen

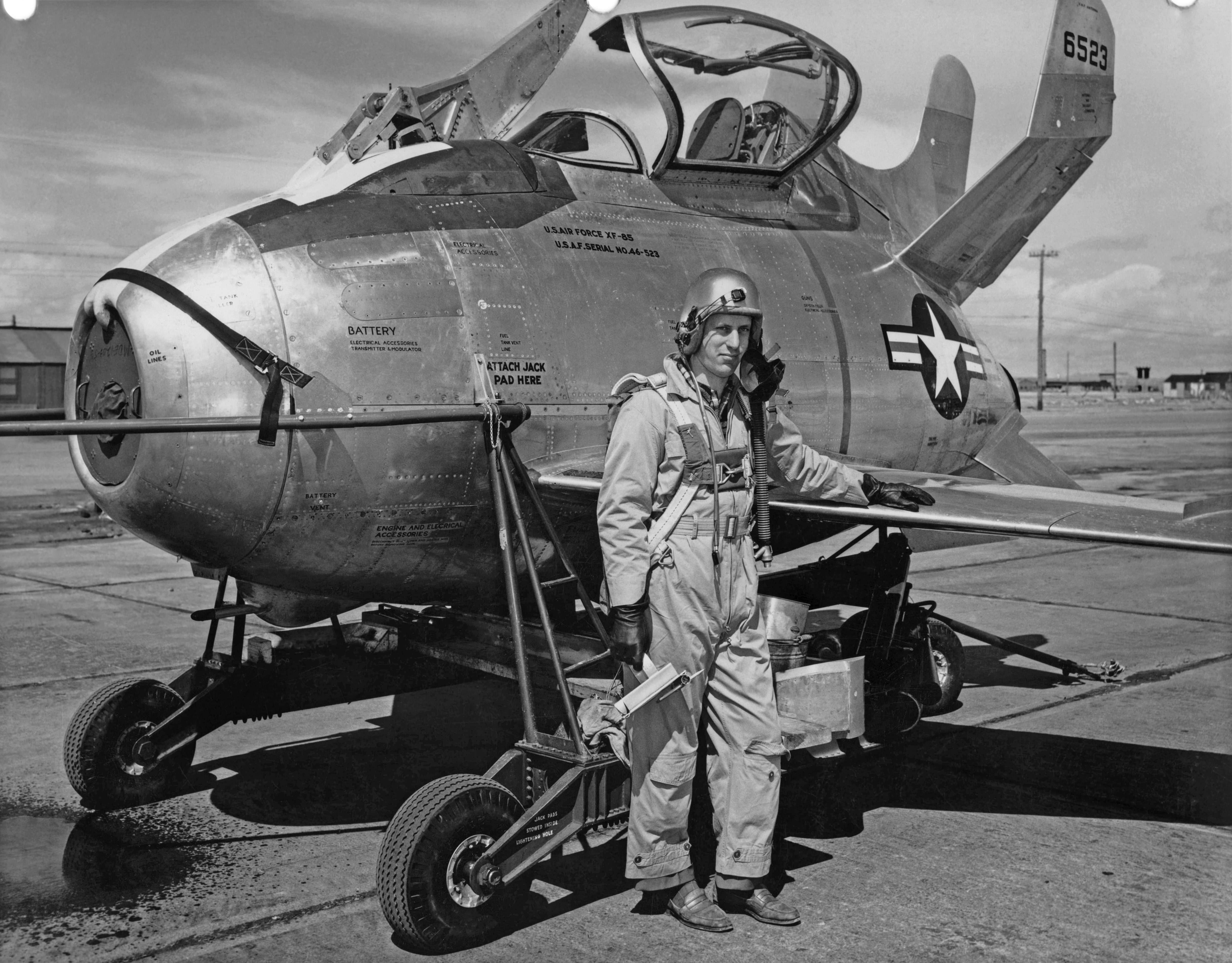
McDonnell XF-85 Goblin – nur 1,5 m länger als das Triebwerk J34-WE-22

- Douglas D-558-II Skyrocket: Drei Flugzeuge, ein Triebwerk J34-WE-40, Erstflug am 4. Februar 1948.
- Curtiss XF-87 Blackhawk: Zwei Flugzeuge, vier Triebwerke J34-WE-7, Erstflug am 5. März 1948.
- McDonnell XF-85 Goblin: Zwei Flugzeuge, ein Triebwerk J34-WE-22, Erstflug am 23. August 1948.
- McDonnell XF-88 Voodoo: Zwei Flugzeuge, zwei Triebwerke J34-WE-13, Erstflug am 20. Oktober 1948, später J34-WE-22 mit Nachbrennern.
- Lockheed XF-90: Zwei Flugzeuge, zwei Triebwerke J34-WE-11, Erstflug am 3. Juni 1949.
- Douglas X-3 Stiletto: Ein Flugzeug, zwei Triebwerke J34-WE-17, Erstflug am 20. Oktober 1952.
- Convair F2Y Sea Dart: Die zwei ersten Prototypen waren mit zwei J34-WE-32 ausgerüstet, dann Verwendung des Westinghouse J46-WE-2. Erstflug am 14. Januar 1953.
- McDonnell 119/220: Ein Prototyp, vier Triebwerke J34-WE-22, Erstflug am 11. Februar 1959.

### Serienflugzeuge

#### Flugzeuge mit reinem Jetantrieb
- Douglas F3D Skyknight: 277 Flugzeuge mit zwei J34-WE-24, J34-WE-34, J34-WE-36 oder J34-WE-38.
- McDonnell F2H Banshee: 895 Flugzeuge mit zwei J34-WE-22, J34-WE-34 oder J34-WE-38.
- North American T-2A Buckeye: 217 Flugzeuge mit einem J34-WE-46/48.
- Vought F6U Pirate: 33 Flugzeuge mit einem J34-WE-22 und J34-WE-30.
- Vought F7U Cutlass: 3 Prototypen und 14 Flugzeuge mit zwei J34-WE-32, dann Wechsel auf J46-WE-8B.

#### Flugzeuge mit Mischantrieb
- Fairchild C-119 Flying Boxcar: Zivile Varianten waren teilweise mit einer Triebwerksgondel über dem Rumpf ausgerüstet.
- Lockheed P-2 Neptune: 1.177 Flugzeuge. Zwei Sternmotoren Wright R-3350-32W Duplex-Cyclone mit je 3.700 PS (ca. 2.700 kW) und zwei J34-WE-34 mit je 15 kN Schub.
- Ryan FR Fireball: Ein Versuchsflugzeug XFR-4 mit einem J34 statt des serienmäßigen Radialverdichter-Triebwerks General Electric J31. Als Hauptantrieb diente ein Sternmotor Wright R-1820-72W Cyclone mit 1.350 PS (ca. 1.000 kW).

### RennbootSpirit of Australia
Das Boot, mit dem der Australier Ken Warby am 8. Oktober 1978 den Geschwindigkeitsweltrekord auf dem Wasser aufstellte, war mit einem J34-WE-34 ausgerüstet.

## Technische Daten

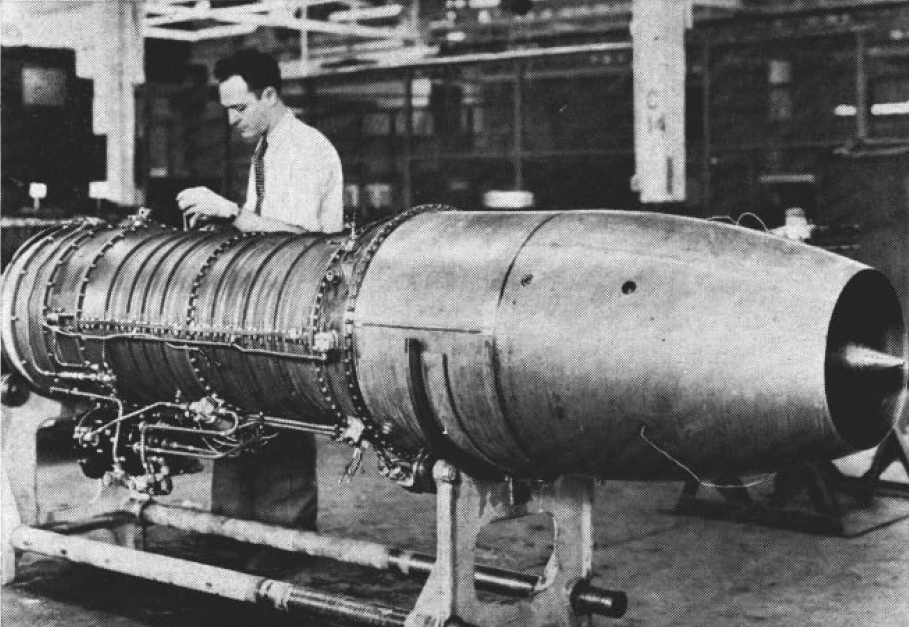
Arbeit am J34 im Jahr 1947

| Kenngrößen    | Daten des J34-WE-22 (1951) | Daten des J34-WE-34 (1953) | Daten des J34-WE-36 (1953) |
| ------------- | -------------------------- | -------------------------- | -------------------------- |
| Verdichter    | elfstufig axial            | elfstufig axial            | elfstufig axial            |
| Turbine       | zweistufig axial           | zweistufig axial           | zweistufig axial           |
| Länge         | 120 in (3,05 m)            | 120 in (3,05 m)            | 112 in (2,84 m)            |
| Durchmesser   | 24 in (0,61 m)             | 24 in (0,61 m)             | 27 in (0,69 m)             |
| Gewicht       | 1.200 lb (ca. 540 kg)      | 1.233 lb (ca. 560 kg)      | 1.207 lb (ca. 550 kg)      |
| Schub         | 3.000 lbf (13,3 kN)        | 3.250 lbf (14,5 kN)        | 3.400 lbf (15,1 kN)        |
| max. Drehzahl | 12.500 min−1               | 12.500 min−1               | 12.500 min−1               |